# Mariusz Tomziński
Mariusz Tomziński (ur. 16 kwietnia 1966) – polski piłkarz grający na pozycji pomocnika.

## Kariera
Seniorską karierę rozpoczynał w Oriencie Łozina w 1984 roku. W roku 1985 został piłkarzem Ślęzy Wrocław. W klubie tym grał do 1989 roku. W sezonie 1990/1991 grał w Piaście Nowa Ruda. W 1991 roku wrócił do Ślęzy. W roku 1995 został zawodnikiem Amiki Wronki. W barwach tego klubu zadebiutował w I lidze, co miało miejsce 29 lipca w wygranym 3:1 meczu z Rakowem Częstochowa. Ogółem w barwach Amiki w I lidze zagrał w 42 meczach, zdobywając cztery gole. W 1997 roku został zawodnikiem Zawiszy Bydgoszcz. Piłkarską karierę zakończył w Polarze Wrocław w styczniu 2000 roku.

## Statystyki ligowe
| Sezon         | Klub              | Liga     | Mecze | Gole |
| ------------- | ----------------- | -------- | ----- | ---- |
| 1984/1985 (w) | Ślęza Wrocław     | II liga  | ?     | ?    |
| 1985/1986     | Ślęza Wrocław     | II liga  | ?     | ?    |
| 1986/1987     | Ślęza Wrocław     | II liga  | ?     | ?    |
| 1987/1988     | Ślęza Wrocław     | II liga  | ?     | ?    |
| 1988/1989     | Ślęza Wrocław     | II liga  | ?     | ?    |
| 1990/1991     | Piast Nowa Ruda   | II liga  | ?     | ?    |
| 1991/1992     | Ślęza Wrocław     | II liga  | 27    | 9    |
| 1992/1993     | Ślęza Wrocław     | II liga  | 23    | 7    |
| 1993/1994     | Ślęza Wrocław     | II liga  | 33    | 7    |
| 1994/1995     | Ślęza Wrocław     | II liga  | 33    | 7    |
| 1995/1996     | Amica Wronki      | I liga   | 27    | 3    |
| 1996/1997     | Amica Wronki      | I liga   | 15    | 1    |
| 1997/1998 (j) | Zawisza Bydgoszcz | II liga  | 9     | 1    |
| 1997/1998 (w) | Polar Wrocław     | III liga | ?     | ?    |
| 1998/1999     | Polar Wrocław     | III liga | ?     | ?    |
| 1999/2000 (j) | Polar Wrocław     | II liga  | 0     | 0    |